# 人種衛生学
人種衛生学 (英語:Racial hygiene) は、人種 (民族) を対象とする衛生学。民族衛生学ともいう。民族の衰亡にいたる危険のある疾病、遺伝性疾患、精神障害、犯罪などの予防撲滅を期した。

## 語源
「民族衛生学」(人種衛生学ではないことに注意) という日本語は、アルフレート・プレッツの命名によるRassenhygienneの和訳である。
「民族衛生学」という訳語は、日本では専門用語として既に定着しているが、Rassenhygienneを日本語に訳すのが困難なことはしばしば言われている。翻訳が難しい本質的理由は、プレッツが使った用語Rassenのあいまいさにある。プレッツは、生物学における「種」を意味するものとしてRassenを用いていたが、Rassenは必ずしも人種を意味していたわけではない。一方で、Rassenは民族 (ドイツ語: Volk) とも違っている。しかも、プレッツによるRassenの定義はあいまいであり、解釈次第ではどこまでも適用範囲を拡大できるものだった。
『優生学と人間社会』(ISBN 4-06-149511-9) 第2章「ドイツ――優生学はナチズムか？」 (執筆担当は市野川容孝) では、「人種衛生学」あるいは「人 (-) 種衛生学」という用語を提案して用いているが、一般的に使用されているとは言い難い。

## 歴史
1892年、スイスの精神科医オーギュスト・フォレルが民族衛生学の観点から精神障害者の女性に対して断種手術を施した。
ドイツの人類学者オット・アモン (Otto Ammon) は1893年の『Die natürliche Auslese beim Menschen（人間における自然淘汰）』や1895年の『社会秩序とその自然的基礎』で人種衛生学を研究した。
1895年、ドイツの優生学者アルフレート・プレッツ (Alfred Ploetz (1860 – 1940) は、カール・カウツキーの社会主義やフェリクス・ダーンの人種主義を融合して、『Die Tüchtigkeit unserer Rasse und der Schutz der Schwachen. Ein Versuch über Rassenhygiene und ihr Verhältnis zu den humanen Idealen, besonders zum Socialismus.（我々の人種の能力と弱者の保護：人種衛生学と社会主義的理想の研究)』を著した。プレッツはこの研究において、遺伝子次元での不適切な要素を除去することによって適者生存と社会主義の調和を図り、アーリア人種を保護するための人種衛生学を提唱した。ただし、ユダヤ人もアーリア起源とした。プレッツは、人種の感覚を鈍らせた原因としてキリスト教と民主主義を批判した。
1897年にはドイツで婦人科医エルヴィン・ケーラーが遺伝病の女性の断種手術(卵管切除)を行った。
1904年、プレッツは社会学者A・ ノルデンホルツや動物学者L・ プラーテらと世界初の優生学専門誌『人種社会生物学』を創刊した。第二次世界大戦前後には攻撃的な生物学思想の主要機関誌となった。
1905年にプレッツは人種衛生学会を作り、エルンスト・ヘッケル、アウグスト・ヴァイスマン、フランシス・ゴルトンが加わった。1907年には北方協会 (Ring der Norda) を創設した。
社会学者マックス・ヴェーバーによって1910年の第一回社会学者大会へ招待されたプレッツは講演「人種概念と社会概念」で、社会発展の鈍化の原因は社会的弱者の保護政策や生存闘争に基づく自然淘汰の低減にあるとし、民族衛生学的な解決策としては、性的淘汰によって劣悪な遺伝子の継承を防ぐこと、そして「究極的な解決策」としては生殖細胞の段階への淘汰によって劣等な生殖細胞を消滅させること(後の遺伝子操作)を提唱した。ヴェーバーはプレッツの講演を聞くと人種概念が曖昧であり、「 (新しい科学の民族生物学が) それ固有の問題の実質的な限界を踏みはずすようなことがあってはならない」と批判した。ただし、ヴェーバーも黒人やインディアンにも知的な上層部がいるが白人種と混血が多く、また知的に未熟な黒人を「半猿ども」と表すように白人種の優越を認めていた。一方で、外見が白人なのに黒人の混血であることを重視するアメリカ人を批判した。またヴェーバーは「職業としての学問」(1917年) では重態の患者や精神障害者の家族が安楽死を嘆願した場合でも医師は患者の命を保持しようとするが、「生命が保持に値するかどうか」は医学の問うところではないとした。
ヴィルヘルム・シャルマイヤー (Wilhelm Schallmayer) も『社会学的・政治的意義における遺伝と淘汰』(1903年) で展開した。
ナチス・ドイツはゲルマン民族の優位を維持するために民族衛生学を強化した。
現代では民族特性を人間的事実の1つと認めたうえで福祉充実のために研究されている。